# Bùi Văn Thắng
Bùi Văn Thắng là một chính khách người Việt Nam. Ông từng là Phó Bí thư Tỉnh ủy, Chủ tịch Ủy ban nhân dân tỉnh Ninh Bình.

## Sự nghiệp
Tháng 7 năm 2011, Thủ tướng Chính phủ Nguyễn Tấn Dũng đã phê chuẩn việc bầu ông Bùi Văn Thắng, Phó Bí thư Tỉnh ủy, nguyên Chủ tịch UBND tỉnh Ninh Bình nhiệm kỳ 2004-2011, được giữ chức Chủ tịch UBND tỉnh Ninh Bình nhiệm kỳ 2011-2016.
Ngày 21 tháng 10 năm 2014, Ban Chấp hành Đảng bộ tỉnh Ninh Bình, HĐND tỉnh Ninh Bình tổ chức họp bất thường để bầu Phó Bí thư tỉnh ủy và Chủ tịch UBND tỉnh Ninh Bình nhiệm kỳ 2011-2016. HĐND tỉnh cũng đã tiến hành miễn nhiệm chức Chủ tịch UBND tỉnh đối với ông Bùi Văn Thắng do đến tuổi nghỉ hưu theo chế độ.

## Kỉ luật
Cuối tháng 9 và đầu tháng 10 năm 2010, Ủy ban Kiểm tra Trung ương (khóa X) họp kỳ thứ 33. Trong thông báo chiều 15 tháng 10 của Ủy ban Kiểm tra Trung ương, tập thể thường trực và 3 cán bộ cao cấp của tỉnh Ninh Bình đều có sai phạm. Trong đó ông Bùi Văn Thắng, Phó Bí thư Tỉnh ủy, Chủ tịch UBND tỉnh cùng chịu trách nhiệm chung về khuyết điểm, vi phạm của tập thể thường trực Tỉnh ủy. Ủy ban Kiểm tra quyết định thi hành kỷ luật ông Thắng bằng hình thức khiển trách.